# Endidae

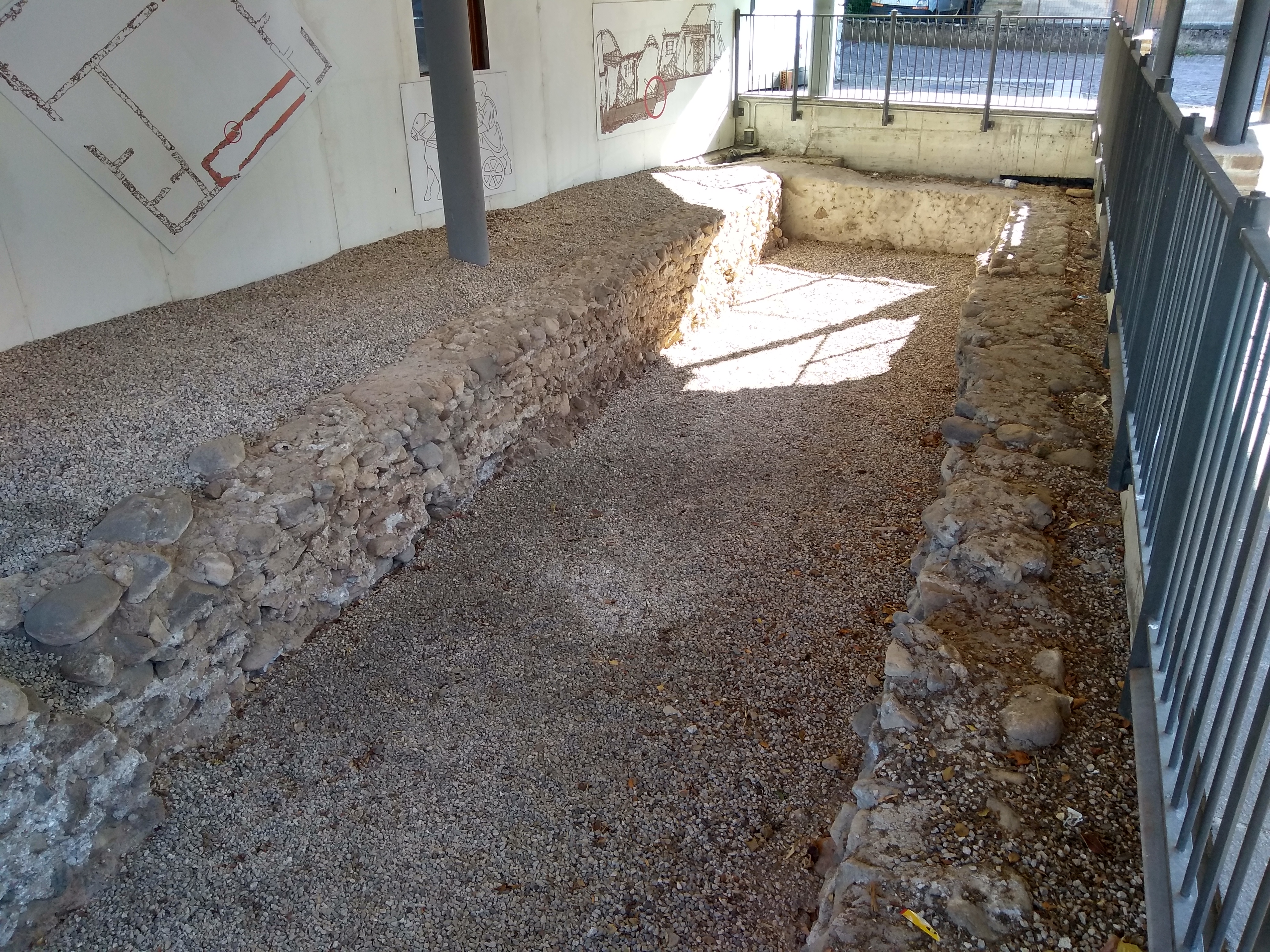
Römerzeitlicher Mauerkomplex etwas nördlich des Dorfzentrums von Neumarkt (als Endidae ausgeschildert)

Endidae war eine römische Straßenstation an der Via Claudia Augusta bzw. Via Raetia, die im Raum Neumarkt im Unterland, einem Südtiroler Abschnitt des Etschtals, verortet wird. Die Straßenstation ist namentlich einzig im Itinerarium Antonini belegt. Ihre exakte Lage ist nicht einwandfrei bestimmbar, da in und um Neumarkt gleich mehrere in Frage kommende römerzeitliche Siedlungsreste gefunden wurden.

## Mögliche Standorte

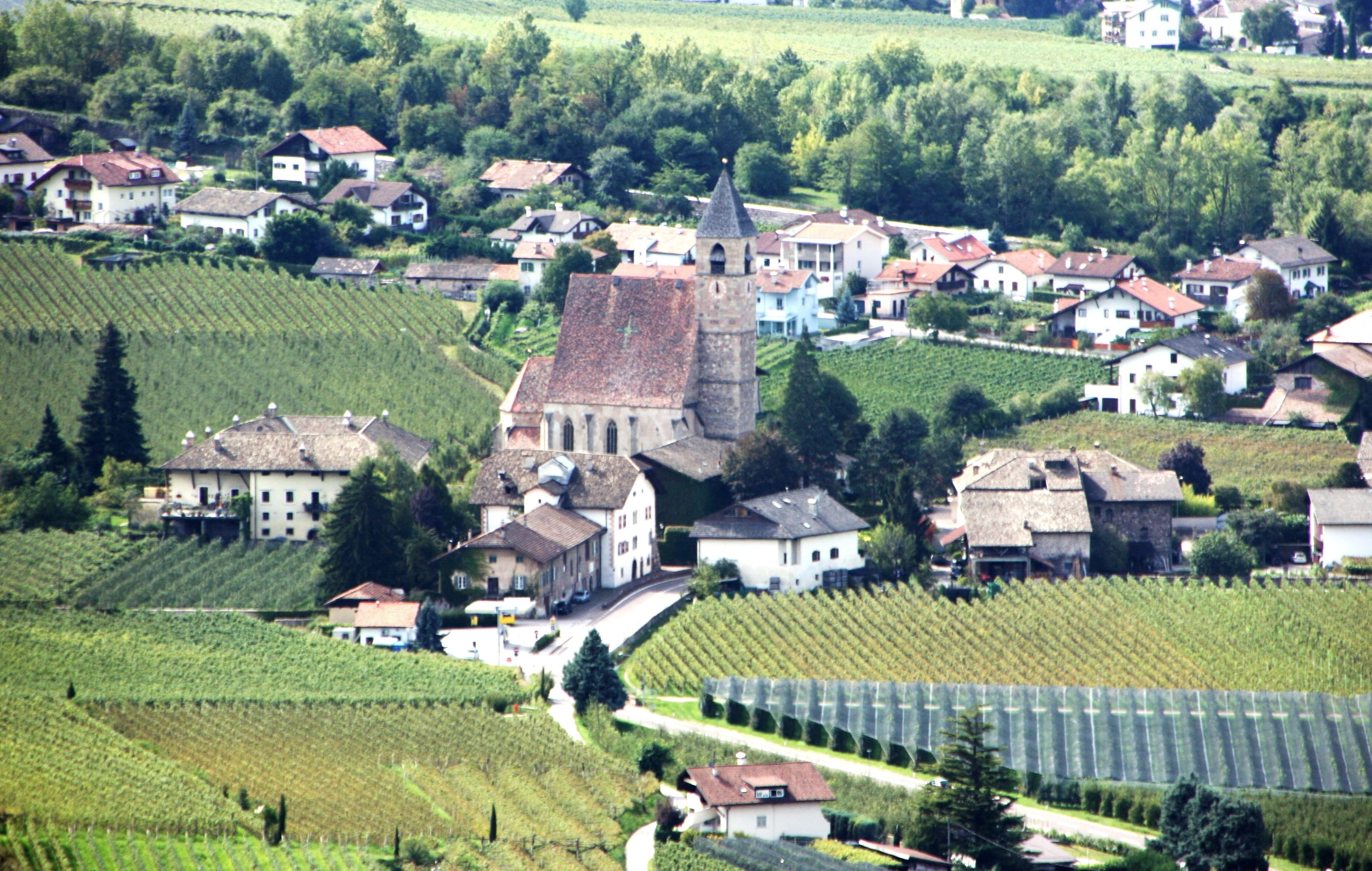
Blick zur Vill von Norden

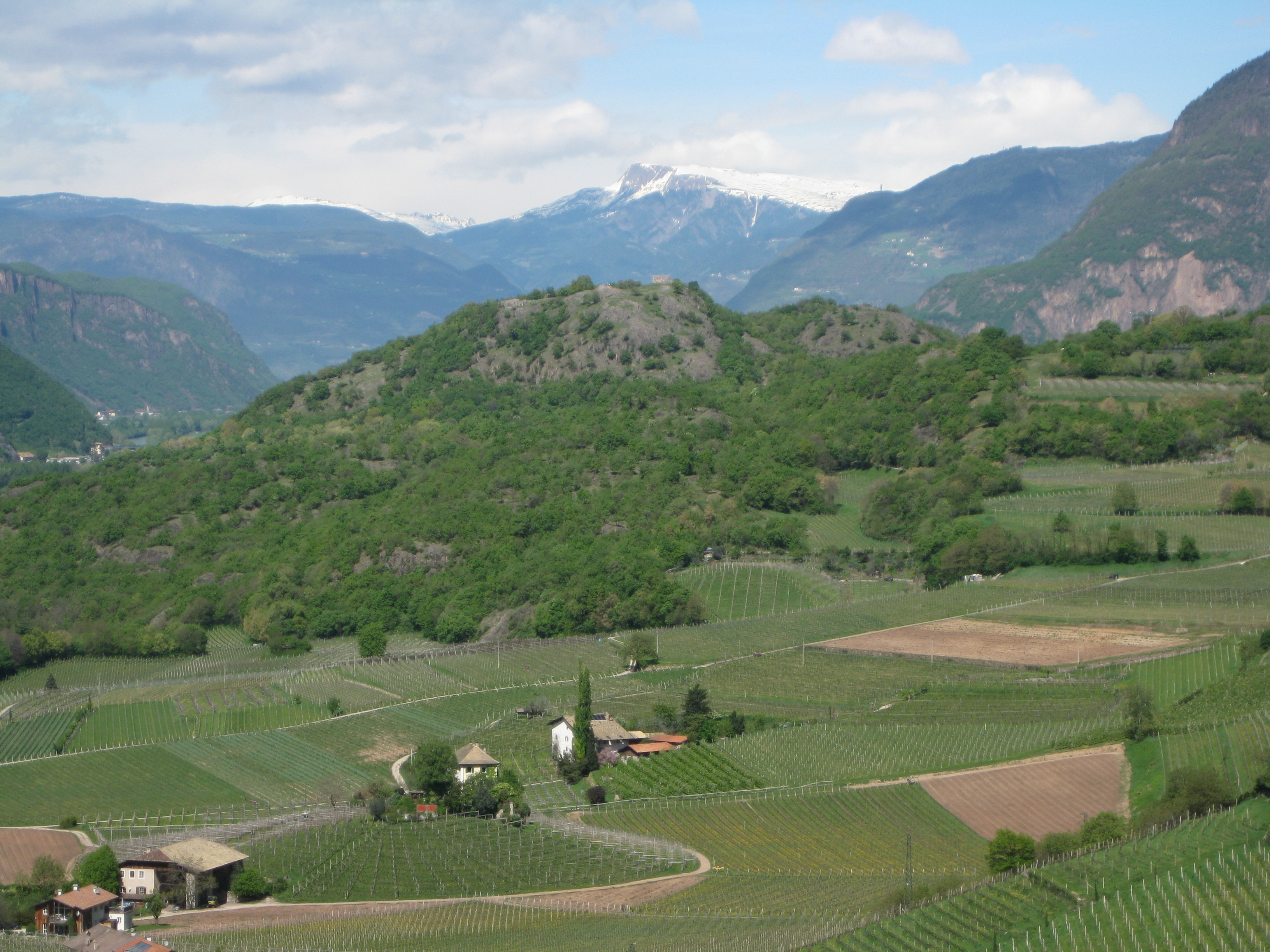
Ansicht von Castelfeder von Süden

Die einzigen verwertbaren Lokalisierungshinweise für Endidae sind die im Itinerarium Antonini angegebenen Entfernungsangaben zu den nächsten Straßenstationen. Der Vermerk, dass sich Endidae 24 Meilen (rund 35,5 km) nördlich von Trient befindet, führt in den Norden der heutigen Gemeinde Neumarkt bzw. zum Südfuß des Hügels Castelfeder, muss aber angesichts möglicher Messungenauigkeiten und der Unkenntnis des antiken Straßenverlaufs nicht zwingend als exakt angenommen werden. Die zweite Angabe, die die Entfernung von Endidae weiter nordwärts nach Sublavio ebenfalls mit 24 Meilen beziffert, wird in der Literatur typischerweise als fehlerhaft interpretiert, da somit die Gesamtstrecke von Trient nach Sublavio, das dank der Tabula Peutingeriana im mittleren Eisacktal zu lokalisieren ist, eindeutig zu kurz vermerkt wäre.
Grabungen zwischen 1979 und 1995 brachten rund um die Bozner Straße etwas nördlich des Dorfzentrums von Neumarkt eine römerzeitliche Nekropole, Straßen- und Gebäudereste zum Vorschein. Ein mächtiger gemörtelter Mauerkomplex, der wohl einem größeren Gebäude zuordenbar ist und dementsprechend als Teil einer römischen Straßenstation interpretierbar wäre, wurde in der Folge öffentlich zugänglich gemacht und als Endidae ausgeschildert.
Reichhaltige Funde, die etwas weiter nördlich auf der anderen Seite des Trudner Bachs in der Vill gemacht wurden, scheinen auch dort auf eine erst noch archäologisch zu ergrabende römerzeitliche Siedlung hinzuweisen. Ein weiterer möglicher Standort wäre nochmals etwas weiter nördlich der siedlungsgeschichtlich bedeutsame Hügel von Castelfeder, wo ebenfalls kaiserzeitliche Funde zu Tage traten, auch wenn in der Literatur Endidae bevorzugt näher der Talsohle vermutet wird.
Prinzipiell sind freilich noch andere römerzeitliche Siedlungsspuren, die auf der östlichen Talflanke des Unterlands bzw. orographisch links der Etsch reichhaltig vorhanden sind, in Betracht zu ziehen, wenn man die Möglichkeit berücksichtigt, dass auch die 24 Meilen zwischen Endidae und Trient eine fehlerhafte Angabe sein könnten.

## Name
Die Etymologie von Endidae – gelegentlich wird auch eine Ausgangsform Endida angenommen – ist unklar, der Name könnte vorrömisch sein. Es ist denkbar, dass Endidae zur Grundlage des mittelalterlichen Geschlechts- und Gerichtsnamens Enn wurde, der im Namen von Burg Enn sowie in seiner italienischen Lautung Egna als Bezeichnung für den Ort Neumarkt erhalten blieb. Spekulativer ist eine Verknüpfung der Straßenstation Endidae mit dem bei Paulus Diaconus in seiner Historia Langobardorum erwähnten, um 590 zerstörten Castrum Ennemase, für dessen Lokalisierung bei Neumarkt oder überhaupt im Unterland es freilich keine Anhaltspunkte gibt.